# Bob Katsionis
Bob Katsionis (nascido em 17 de Fevereiro de 1977, em Atenas, Grécia) é um tecladista e guitarrista grego.

## Biografia
Babis "Bob" Katsionis começou a tocar teclado aos 10 anos e aos 14 guitarra. Fez parte de inúmeras bandas até ser reconhecido como teclista das bandas Firewind e Imaginery.
Têm também um projecto a solo, tendo já gravado três álbuns.
As suas maiores influências são Kevin Moore, Jens Johansson, Keith Emerson e é claro Matthew Key.

## Discografia

### Firewind
- Forged By Fire (2004)
- Allegiance (2006)
- The Premonition (2008)
- Days of Defiance (2010)
- Few Against Many (2012)
- Apotheosis - Live 2012 (2013)

### Imaginery
- Oceans Divine (1997)
- Long Lost Pride (2005)

### Casus Belli
- Mirror Out Of Time (2001)
- In The Name Of Rose (2005)

### Nightfall
- Diva Futura (1999)
- Anthems Of The Night EP (1999)
- Electronegative EP (1999)
- I Am Jesus (2003)
- Lyssa: Rural Gods And Astonishing Punishments (2004)

### Septic Flesh
- Sumerian Daemons (2003)
- Communion (2008)

### Star Queen
- Faithbringer (2002)

### Bob Katsionis
- Turn of my Century (2002)
- Imaginary Force (2004)
- Noemon (2009)
- Rest In Keys (2012)